# Eddie Firestone
Eddie Firestone (11 de diciembre de 1920 – 1 de marzo de 2007) fue un actor de reparto de nacionalidad estadounidense, activo tanto en la radio como en el cine y la televisión.  

## Biografía
Nacido en San Francisco (California), uno de sus primeros éxitos fue el papel del título en el show radiofónico That Brewster Boy. En 1943 dejó el programa, con motivo de la Segunda Guerra Mundial, para entrar en el Cuerpo de Marines de los Estados Unidos. En esa época era conocido como Eddie Firestone Jr.  
Una de sus últimas actuaciones para el cine tuvo lugar en la película de Walt Disney Pictures The Great Locomotive Chase. 
Eddie Firestone falleció en Sherman Oaks, Los Ángeles, California, en 2007 por una insuficiencia cardiorrespiratoria. Fue enterrado en el Cementerio Valhalla Memorial Park de North Hollywood, Los Ángeles.